# Rio Cernu
O Rio Cernu é um rio da Romênia, afluente do Tazlăul Sărat, localizado no distrito de Bacău.